# Quindecemviri sacris faciundis
Quindecemviri sacris faciundis – kolegium kapłanów w starożytnym Rzymie, które zajmowało się zasięganiem, interpretacją i przekazywaniem opinii ksiąg sybillińskich. Sprawowało także nadzór nad kultem Apollona i Kybele.
Początkowo kolegium składało się z 2 kapłanów. W 367 p.n.e. liczbę powiększono do 10, przy czym 5 wywodziło się z patrycjuszy, pozostałych pięciu z warstwy plebejskiej. Całe kolegium zwano wtedy decemviri sacris faciundis. W 103 p.n.e. na mocy Lex Domitia uzupełnianie składu kolegium poprzez kooptację zastąpiono wyborem przez zgromadzenie 17 wylosowanych tribusów. W czasach dyktatury Sulli liczbę kapłanów zwiększono do piętnastu, wtedy też przyjęła się ostateczna nazwa quindecemviri sacris faciundis, mimo że w czasach Cezara było ich 16, natomiast w Cesarstwie Rzymskim ok. 20. Kolegium przetrwało do czasów późnego antyku.